# خطة الرعاية التمريضية
تحدد خطة الرعاية التمريضية(بالإنجليزية: Nursing care plan)‏، خطة الرعاية التمريضية التي تقدم إلى الفرد/أو الأسرة/أو المجتمع. وهي عبارة عن مجموعة من الإجراءات التي تقوم الممرضة بتنفيذها لدعم التشخيصات التمريضية التي تتم بمساعدة هيئة التمريض. وتُعد عملية وضع الخطة مرحلة وسيطة من عملية التمريض. Iحيث يمكن الاسترشاد بها في تقديم الرعاية التمريضية المستمرة، كما أنها تساعد في تقييم تلك الرعاية.

## خصائص خطة الرعاية التمريضية
1. الكلية هي محور تركيزه وهي مبنية على الحكم السريري للممرضة باستخدام البيانات التي يتم جمعها من قبل هيئة التمريض.
2. يستند إلى التشخيص المبدئي للممرضة (الفعلية، أو المخاطر، أو تعزيز الصحة) - الأحكام السريرية عن تجارب/ردود الأفراد، أو العائلات، أو المجتمعات على المشاكل الصحية الفعلية أو المحتملة أو العمليات الحيوية.
3. تهتم بنتائج التمريض الخاصة بالمريض التي تكون واقعية بالنسبة لمتلقي الرعاية
4. تشمل تدخلات التمريض التي تركز على العوامل المَرضية، أو عوامل مخاطر التشخيص التي يتم تحديدها من قبل التمريض.
5. تُعد نتاج لعملية منهجية مدروسة.
6. ترتبط بالمستقبل.

## عناصر خطة الرعاية التمريضية
تتكون خطة الرعاية التمريضية من تشخيص التمريض مع تحديد خصائص (البيانات الذاتية والموضوعية التي تدعم التشخيص)، العوامل ذات الصلة، أو عوامل الخطر، بالإضافة إلى النتائج المتوقعة/الأهداف، وتدخلات التمريض.